# 博茨菲尤爾
博茨菲尤爾（挪威語：Båtsfjord）是挪威芬马克郡的市镇，行政中心为博茨菲尤爾村。市镇面积为1,435平方公里，人口数量为2,117人（2023年），人口密度为每平方公里1.5人。